# アクシスジカ
アクシスジカ（Axis axis）は、哺乳綱偶蹄目（鯨偶蹄目とする説もあり）シカ科アクシスジカ属に分類される偶蹄類（シカ）である。

## 名前と分類
インドの森林地帯では最も普遍的に生息しているシカ類であり、多くの地方名を持つ。ベンガル地方の言葉で「斑点のある」を意味する「チタール （Chital）」 と呼ばれることもある。
本種はいわゆる単型であり、本種だけでアクシスジカ属 (Axis) を構成する。かつてはこの属には本種の他に Hyelaphus 亜属の3種が含まれていたが、Hyelaphus 亜属については遺伝子による分類に基づいて属への格上げが行われたため、本種とは属単位で異なることになった。

## 分布
自然分布はインド、スリランカ、ネパール、バングラデシュ、ブータン。本種または近縁種は前期更新世（約180万年前）には日本列島にも到達していた。
外来種として移入されているのはアメリカ合衆国（カリフォルニア州、テキサス州、ハワイ州、フロリダ州）、アルゼンチン、アルメニア、インド（アンダマン諸島）、オーストラリア、ウクライナ、ウルグアイ、クロアチア、パキスタン、パプアニューギニア、ブラジル、モルドバなど。

## 形態
背中の毛皮は黄褐色で、腹の部分は白いという一般的なシカのイメージである。背中に多数あらわれる白い斑点が特徴的である。美しい容姿から、「世界一美しい鹿」とも呼ばれる。肩高は約90センチメートルで体重は約90キログラムでありオスはメスよりも大きくなる傾向がある。角は三つに分かれることが多く、角長は約70-80センチメートルで1年ごとに生え変わる。
近縁種のホッグジカと比較すると、本種はより走るのに適した体を持っている。加えて角の柄は短いことは形態学的な進化と考えられ、耳骨胞も小さい。

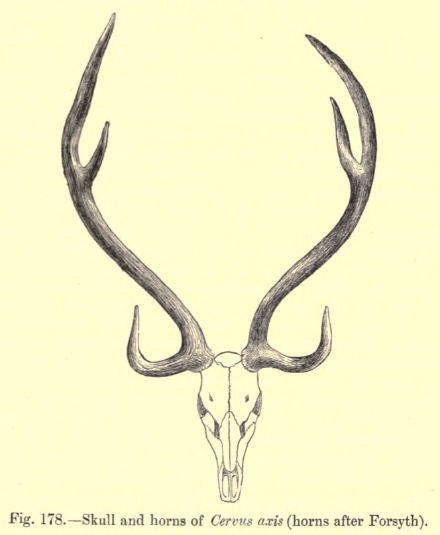
アクシスジカの角の形状
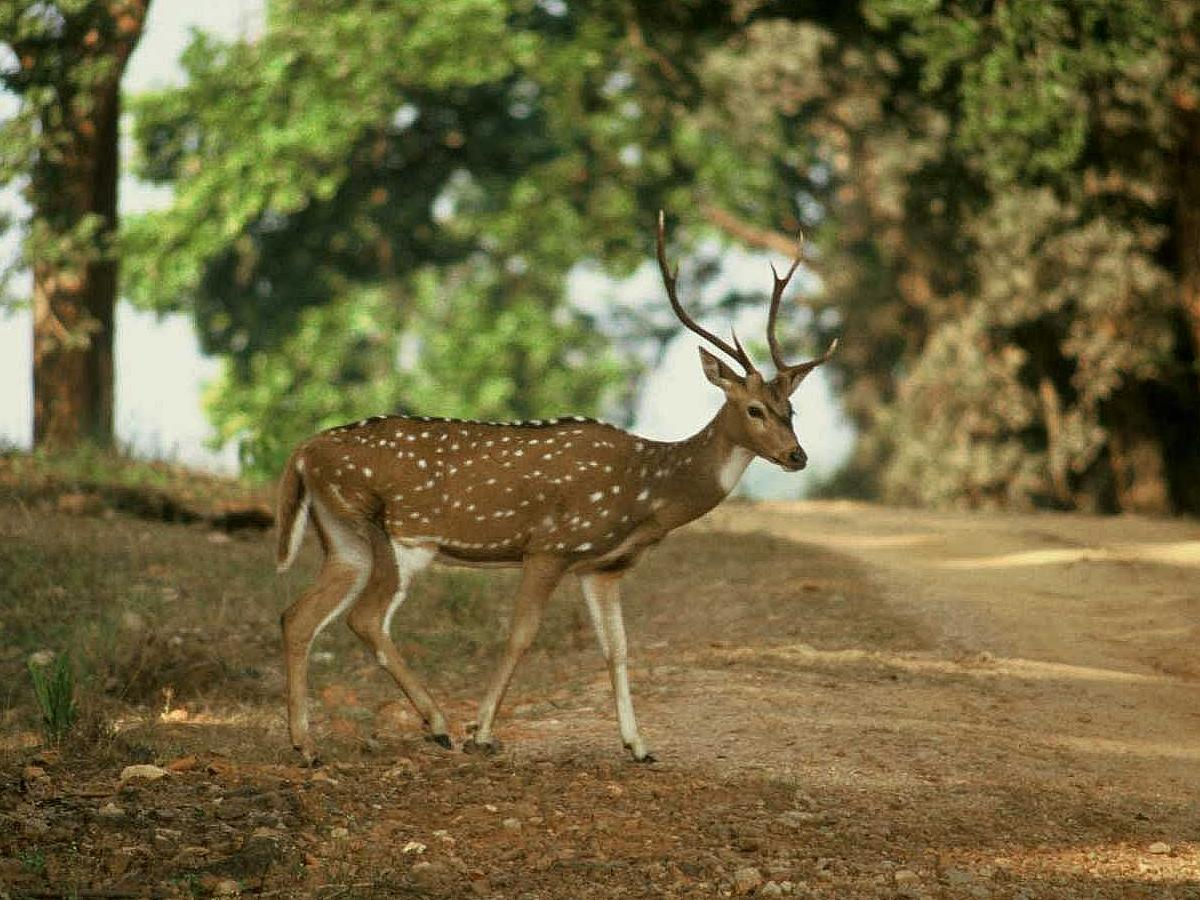
背中の白い模様が美しく特徴的である。角はオスだけにある。

## 生態
落葉性もしくは半常緑性の森林や開けた草原で頻繁に見かけることができ、数も多い。最も生息数が多いのはインドの森でそこでは背の高い草や低木を食べて暮らしている 。ブータンの国立公園であり天然のサラソウジュが残る唯一の場所でもあるピブソー野生生物保護区でも発見されている。標高の高い地域ではサンバーの様な種と競合するのであまり見られない。直射日光には弱いために林冠が良く茂って林床は日陰になるような森林も好む。
食植性で主な食べ物はイネ科の草の新芽である。他にも広葉性の草の新芽や樹木の果実や枝も食べることがあり、特に樹上のサルが落とした時にはよく食べている。特にオスは後ろ脚で立ちあがり、樹上の葉もよく食べることも多い。毎年生え変わる古くなった角も食べてしまう。これはミネラルの摂取だろうと言われている。水辺を好み暑い季節には朝夕水を飲む。
南アジア一帯に広く分布するサルの一種ハヌマンラングール Semnopithecus entellus の群れと本種の群れの間には興味深い関係が観察されている。サルの群れは樹上で葉や木の実を食べ、シカは地上で草を食んでいる。サルは樹上からあたりを見回し、捕食者の接近を見つけると警告する。シカはこれを聞いて早く逃避体制に入れるので明らかに利益がある。サルの立場で見るとシカの優れた嗅覚によって敵の接近が分かると考えられている。シカにとっては他にも利益があり、樹上のサルが木の実を落とすことによってそれを食べることが出来る。
10頭から50頭の群れを作って生活する。一番大きく支配的なオスたちを中心に周りをメスや子供が取り巻く形となる。オスの子供は大きくなると群れを出なければならず、その目安は角のビロードがとれるときである。同じくらいの大きさのオスが群れに入ろうとしたら、群れのボスであるオスは慎重に角を突き合わせて新参者を観察する。角の突き合いは若い個体で盛んにおこなわれる。体の大きな個体はマーキングすることをより好む。後ろ足で立ちあがって頭上の枝にマーキングを行うことも知られている。
繁殖期は熱帯性気候の期間中はだらだらと続き、出産は年中行われることもある。発情期の最中オスは大きな声で鳴く。メスの発情周期は約3週間である。オスは発情しているメスを引き連れて守り続け、その間は食事もしない。交尾の前には追いかける期間と互いになめ合う期間がある。メスは1回の出産で1頭、まれに2頭を生む。寿命は8-14年ほど。
アクシスジカを捕食する捕食者としてはトラ、インドライオン (ライオンはごく限られた地域のみ)、ヒョウ、ドール、ヌマワニなど。他にも子供はアカギツネに襲われることもある。一般にアクシスジカのメスと子供はアクシスジカのオスよりも捕食されてしまう。アクシスジカは捕食者から逃げるときには最高70 km/hで走ることが出来るが、アクシスジカのオスでも集団で狩りをするドールにはよく捕食されている事が多い。アクシスジカのオスがドールに捕食される確率はトラやヒョウに捕食される確率よりも高い。

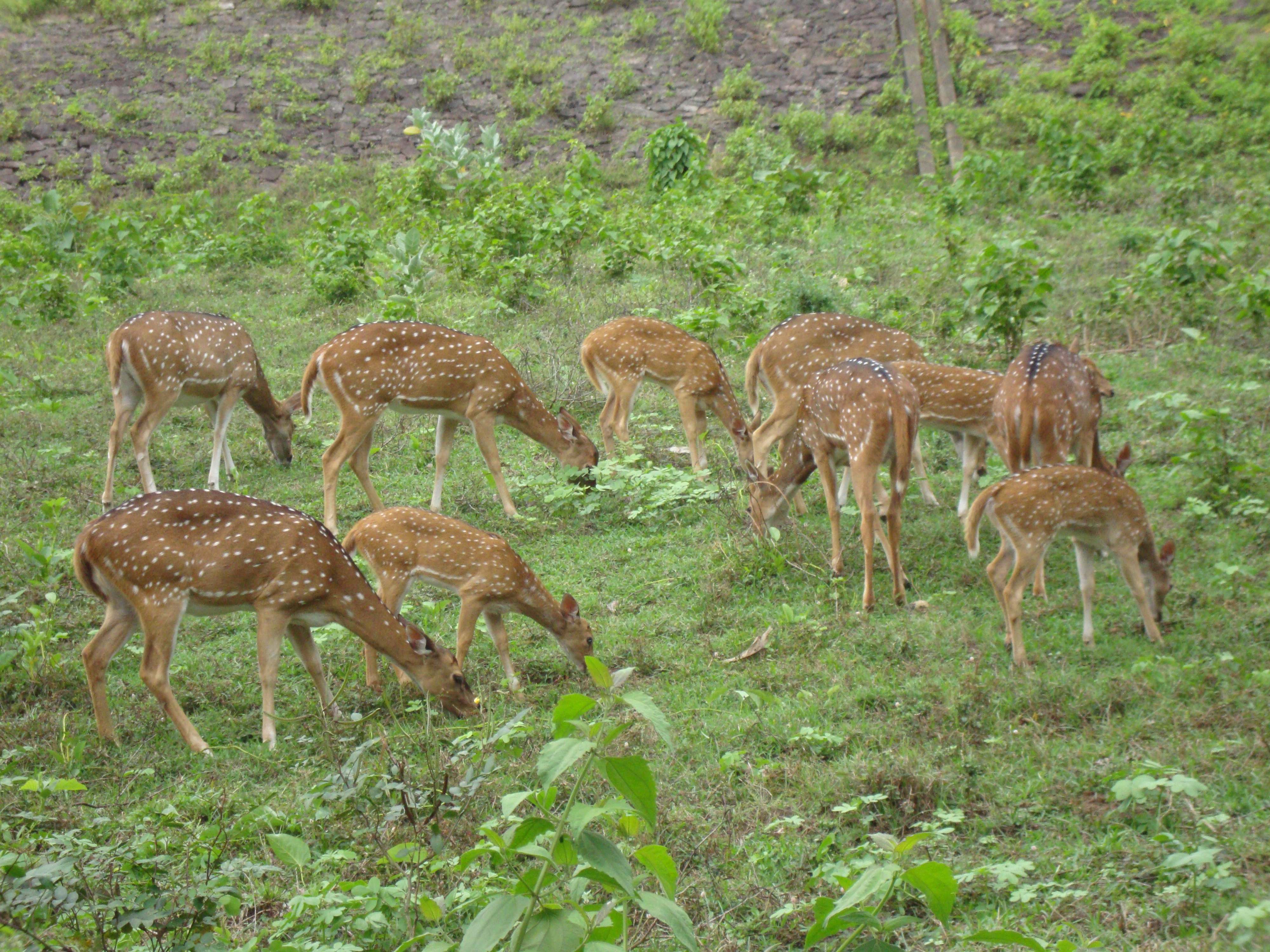
草をはむ群れ
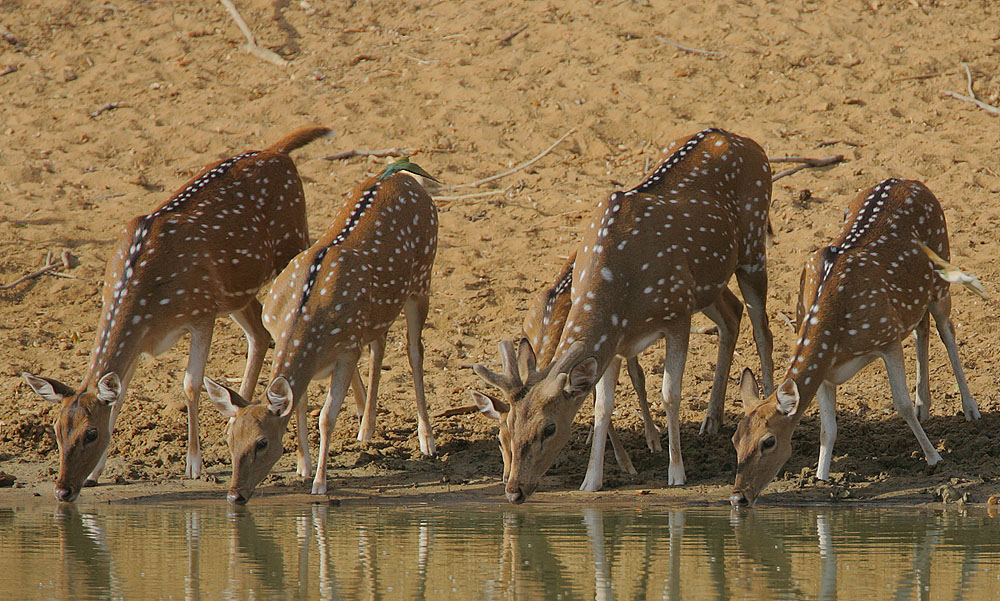
水を飲む個体
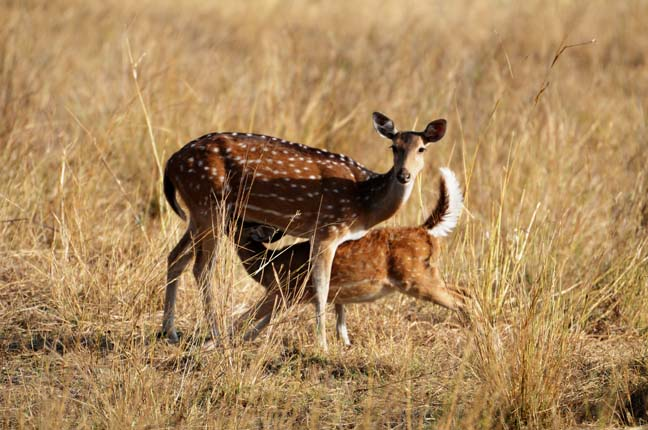
子育中のメス

## 人間との関係
生息数が豊富であるとみられ、絶滅のおそれは低いと考えられている。食用の狩猟、害獣としての駆除、家畜との競合、外来種化による植生の変化などによる影響が懸念されている。スリランカでは内戦により国立公園の管理が不十分になり、密猟が横行したこともある。インドでは1972年から、バングラデシュでは1974年から法的に保護の対象とされている。この2つの主要な法律が法的な保護の要になっている。
日本には外来種として定着していないものの、ニホンジカと交雑する恐れがあるため、外来生物法によって特定外来生物に指定されており、飼育や日本国内への持ち込み・移動が原則禁じられている。この法律には例外規定があり、動物園や研究施設などは逃げ出さないような設備を持つという条件付きで、飼育・輸入が出来る。本種の場合は愛知県の東山動物園や和歌山県アドベンチャーワールドのウォーキングサファリで生体を見ることが出来る。